# Sexo virtual
O sexo virtual  é uma atividade sexual, em que duas ou mais pessoas se reúnem através de meios de comunicação,com o objetivo de transmitir mensagens sexualmente explícitas. O termo "Sexo virtual" descreve o fenómeno e não importa quais os equipamentos de comunicação utilizados.

## Tipos de práticas
Existem basicamente quatro  tipos de sexo virtual:
- Camming[1] , onde se incluem sites, que fornecem serviços de  video-chat
- Cibersexo, é o tipo de sexo virtual existente em mundos virtuais como o Second Life, em que há uma troca de mensagens sexualmente explícitas ou em que os Avatares de um jogo  simulam atividades sexualmente explícitas.
- Sexfone, é uma conversa entre duas ou mais pessoas via telefone, em que se descreve os atos sexuais.
- Sexting em que há o envio de mensagens sexualmente explícitas via celular.

O aumento da conectividade da internet, a disponibilidade de banda larga e a proliferação de Webcams tiveram implicações para os entusiastas do sexo virtual.  É cada vez mais comum, neste tipo de atividades haver uma troca de fotos e videos explícitos. Do mesmo modo, um novo tipo de indústria para Adultos surgiu- há empresas que permitem aos seus clientes verem  sexo ao vivo ou  a masturbarem-se  ao mesmo tempo que também são observados.

## Vantagens
As principais vantagens do Sexo Virtual são:
- Permite satisfazer fantasias sexuais, sem contacto físico e de uma forma anónima.
- Tratando-se de uma prática de sexo não penetrativo, os envolvidos não têm que se preocupar com a transmissão de doenças sexualmente transmissiveis.
- Ajuda a perder a timidez.[2]